# Hilda González de Duhalde
Hilda Beatriz González de Duhalde, được biết đến rộng rãi với cái tên Chiche Duhalde, (sinh ngày 14 tháng 10 năm 1946) là một chính trị gia người Argentina. Bà đã phục vụ với tư cách là thượng nghị sĩ cho tỉnh Buenos Aires, và là đệ nhất phu nhân trong nhiệm kỳ tổng thống của chồng bà, ông Eduardo Duhalde.

## Tiểu sử
González de Duhalde sinh ra ở Lomas de Zamora, tỉnh Buenos Aires và học để trở thành giáo viên. Cô có năm đứa con với chồng mình. Duhalde đã giúp chồng trong sự nghiệp chính trị của ông và đảm nhận một số vị trí công cộng trong chính sách của gia đình và phụ nữ.
Năm 1997, Duhalde được bầu làm Hạ nghị sĩ cho tỉnh Buenos Aires, phục vụ tại vị trí này một lần nữa từ năm 2003 đến 2005.
Trong thời gian làm Tổng thống lâm thời của chồng mình, bà giữ chức Bộ trưởng Bộ Phúc lợi Xã hội và điều hành chương trình viện trợ lương thực, một vai trò quan trọng trong hậu quả của cuộc khủng hoảng kinh tế của đất nước Argentina vào thời điểm đó.
Là 1 thành viên của Đảng Công lý (PJ), Duhalde vẫn phản đối chính phủ của những người theo chủ nghĩa Peronists Néstor Kirchner. Tuy nhiên, ứng cử viên chính thức của PJ tại tỉnh Buenos Aires cho cuộc bầu cử thượng nghị sĩ năm 2005, Hilda Duhalde về nhì sau Cristina Fernández de Kirchner, người sẽ trở thành Tổng thống Argentina hai năm sau đó.